# Somapi de Mágada
Somapi foi um rei semilendário da dinastia de Briadrata que governou sobre Mágada em sucessão de Saadeva, seu pai. Reinou entre 1 259 e 1 215 a.C., segundo algumas reconstituições. Foi sucedido por seu filho Serutavata.